# Donje Selo (Ilijaš)
Donje Selo är en ort i Bosnien och Hercegovina. Den ligger i entiteten Federationen Bosnien och Hercegovina, i den centrala delen av landet, 26 km nordost om huvudstaden Sarajevo. Donje Selo ligger 993 meter över havet och antalet invånare är 114.
Terrängen runt Donje Selo är huvudsakligen kuperad, men åt nordväst är den platt. Närmaste större samhälle är Olovo, 10,2 km norr om Donje Selo.
I omgivningarna runt Donje Selo växer i huvudsak blandskog. Runt Donje Selo är det ganska tätbefolkat, med 67 invånare per kvadratkilometer.